# Dorfkirche Babben

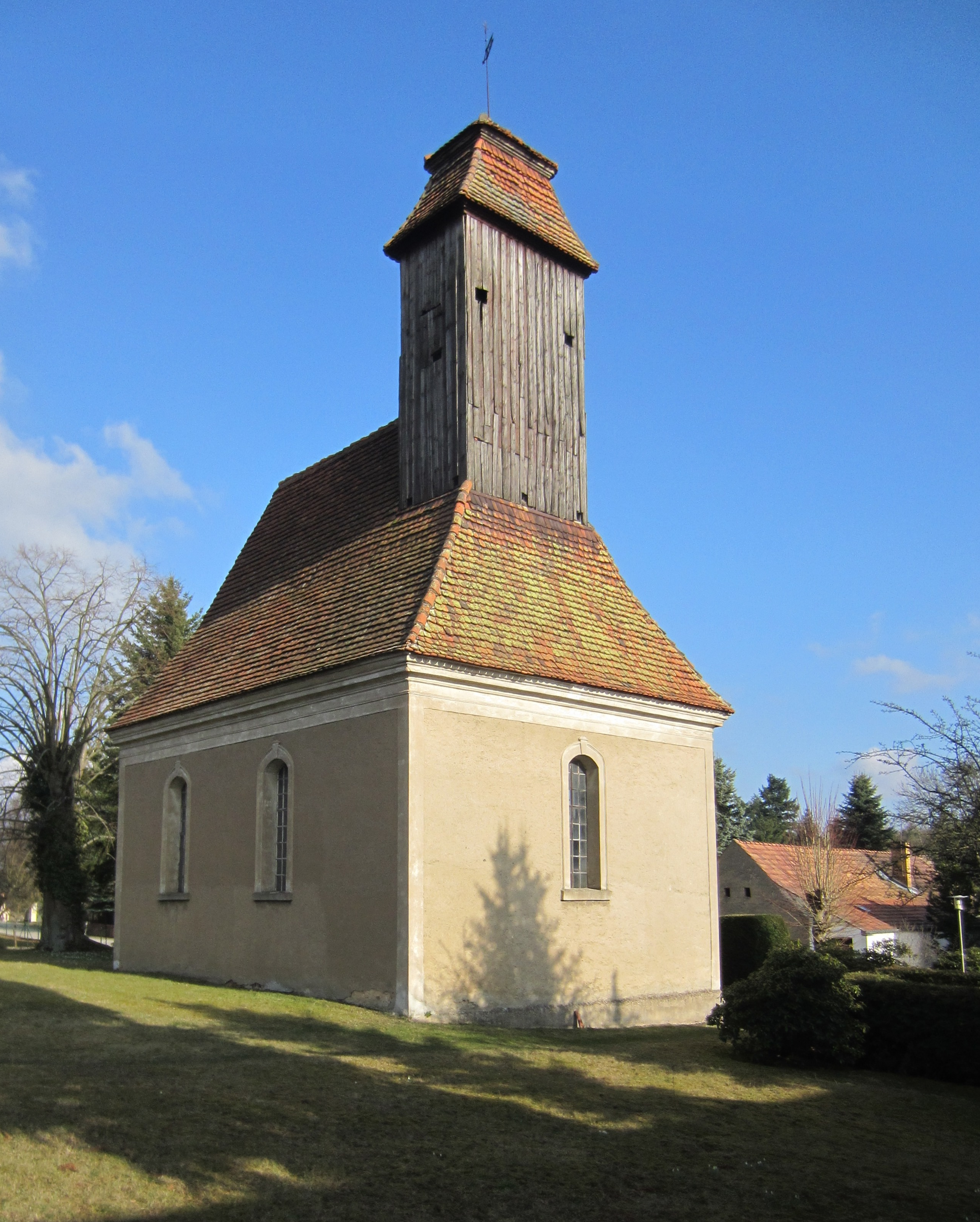
Dorfkirche Babben (2017)

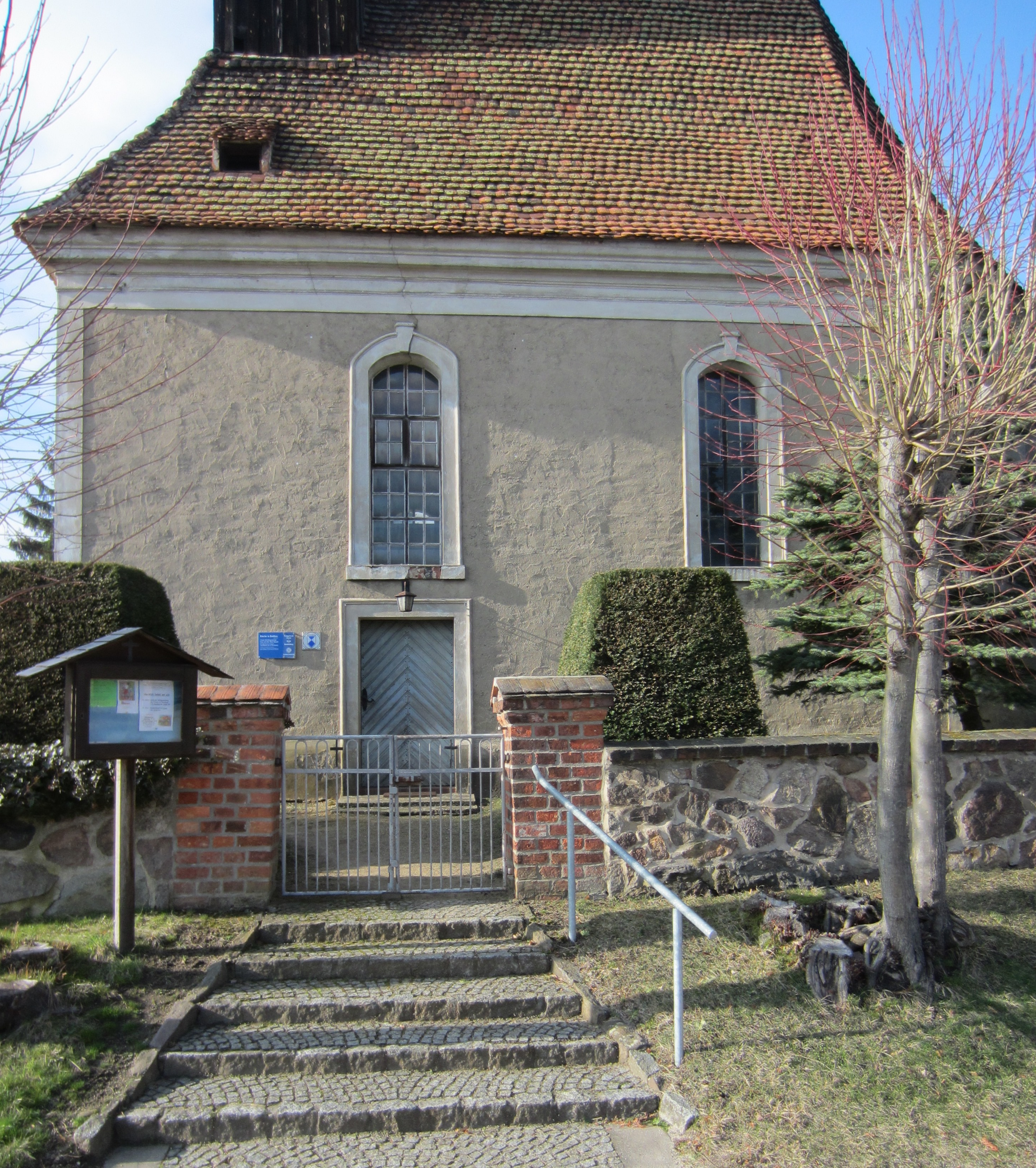
Kirchhofsmauer und Eingangsportal (2017)

Die Dorfkirche Babben ist das Kirchengebäude im Ortsteil Babben der Gemeinde Massen-Niederlausitz im Landkreis Elbe-Elster in Brandenburg. Es gehört der Kirchengemeinde Babben im Kirchenkreis Niederlausitz, der Teil der Evangelischen Kirche Berlin-Brandenburg-schlesische Oberlausitz ist. Die Kirche steht unter Denkmalschutz.

## Architektur und Geschichte
Die kleine Babbener Saalkirche wurde im Jahr 1733 gebaut und ist ein verputzter Backsteinbau mit Dreiachtelschluss. Sie hat ein hohes Walmdach, auf dessen westlicher Seite ein hölzerner Dachturm aufgesetzt ist. An den Seiten des Kirchenschiffs sind jeweils zwei Fenster mit Segmentbögen eingebaut, ein weiteres Fenster liegt in der Westwand. Im Innenraum liegt eine Empore, die ursprünglich als Hufeisenempore eingebaut und beim Einbau der Winterkirche verkürzt wurde.
Zur Ausstattung der Kirche gehört ein Kanzelaltar aus der Bauzeit. Die drei Schnitzfiguren, die die Heiligen Georg und Hieronymus sowie eine nicht näher bezeichnete weibliche Heilige darstellen, wurden von einem alten Altar aus dem 15. Jahrhundert übernommen. In der Kirche in Babben steht eine einmanualige Orgel mit fünf Registern, die nach 1859 von dem Orgelbauer Carl Wilhelm Schröther aus Sonnewalde gebaut wurde. Eine der Kirchenglocken ist auf das Jahr 1483 datiert.

## Kirchengemeinde
Babben war lange Zeit eine Filialkirche von Fürstlich Drehna und ist heute mit den Kirchengemeinden Crinitz und Drehna im Pfarrsprengel Drehna zusammengeschlossen. Bis 1945 war die Kirchengemeinde Teil der Evangelischen Landeskirche der älteren Provinzen Preußens. Nach deren Zerfall wurde sie Teil der Evangelischen Kirche in Berlin-Brandenburg, wo sie zum Kirchenkreis Finsterwalde gehörte. Am 1. Januar 2004 fusionierten die Evangelische Kirche in Berlin-Brandenburg mit der Evangelischen Kirche der schlesischen Oberlausitz zur Evangelischen Kirche Berlin-Brandenburg-schlesische Oberlausitz. Seit dem 1. Januar 2010 gehört Babben zum Kirchenkreis Niederlausitz.